# Arcade

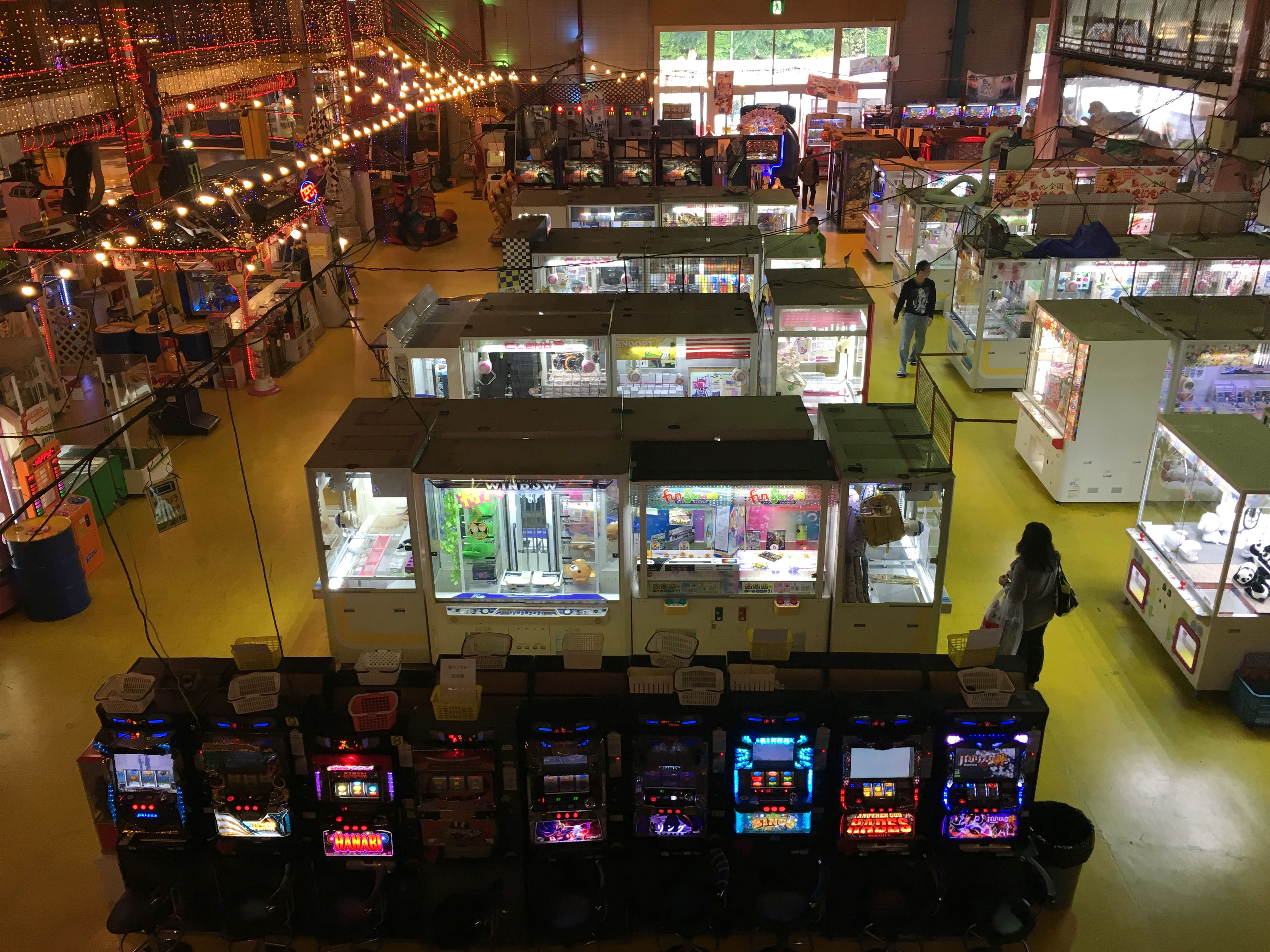
Exposição de vários arcades no Japão em 2018.

Arcade, arcada, ou fliperama (como é tradicionalmente conhecido no Brasil) é um aparelho integrado de jogo eletrônico instalado em estabelecimentos de entretenimento, composto por gabinete (caixa de madeira ou plástico), monitor de vídeo ou tubo de imagem (CRT), fonte de alimentação, controles de jogo e, sistema de jogo. Este último varia de acordo com o fabricante do jogo, sendo alguns compostos por uma única placa (PCB), ou conjuntos como placa-mãe e cartuchos de jogos (ex: SNK Neo-Geo e as Capcom CPS-2 e 3).
É possível intercambiar somente o sistema de jogo do gabinete, sem precisar substituir todo o gabinete, com monitor e controles. Desta forma pode-se reduzir o custo de atualização do arcade, com a retirada de jogos antigos e pouco procurados e entrada de novos jogos.
Existem também os arcades dedicados, com jogos que não podem ser substituídos ou são de difícil substituição, como p. ex. simuladores de corrida de veiculos (carro, moto, jetski) ou tiros com armas simuladas, ou dança.
Por extensão os estabelecimentos onde se jogam arcades são muitas vezes também chamados de arcades ou fliperamas.
Enquanto a data exata é debatida, a era de ouro dos jogos arcade é usualmente definida como o período que começa no final da década de 1970 e terminando no meio da década de 1980. Excluindo um breve ressurgimento no início da década de 1990, a indústria arcade declinou no ocidente quando os consoles aumentaram a sua capacidade e diminuíram os custos.

## Jogos de Ação Arcade
O  termo "jogo arcade" também é usado quando um jogo é desenvolvido para ser jogado de uma forma similar aos antigos jogos arcades com uma jogabilidade frenética e viciante. O foco de jogos de ação arcade são os reflexos do jogador, e o jogo geralmente inclui poucos quebra cabeças ou pensamento estratégico. Jogos que necessitam de pensamento estratégico são chamados de jogos de estratégia ou jogos de quebra cabeça.
Na década de 1930 as primeiras máquinas de fliperama de pinball surgiram, essas primeiras máquinas de diversão diferem das máquinas eletrônicas pois estas eram feitas de madeira. Faltavam pistões e iluminação de bônus na superfície, e usavam pontuações mecânicas em vez de pontuações eletrônicas. Em meados de 1977 a maioria das maquinas de pinball em produção estavam usando componentes eletrônicos, tanto para a operação quanto para a pontuação.

### Jogos eletromecânicos
Em 1966, Sega introduziu um jogo eletromecânico chamado Periscope. foi um simulador de submarino e um jogo de arma leve que usava luzes e ondas plásticas para simular barcos afundando. tornou-se um sucesso imediato no Japão, na Europa e na América do Norte, onde foi o primeiro arcade a custar um quarto de dólar por jogo que permaneceria o preço padrão de arcades por muitos anos. em 1967, Taito lançou um arcade eletromecânico o "Crown Soccer Special" um jogo de esportes de dois jogadores que simulava um jogo de futebol, usando vários componentes eletrônicos, inclusive versões eletrônicas das alavancas de fliperama.

## História
Os primeiros "jogos arcade" populares incluíam jogos que estão presentes em jogos de parques de diversão como galerias de tiro, e as primeiras máquinas de moedas que afirmavam poder dizer a sorte de uma pessoa ou que tocava alguma música mecânica. As antigas feiras da década de 1920 presentes em parques de diversões (como Coney Island em Nova Iorque) deram a inspiração e atmosfera dos jogos arcades posteriores.

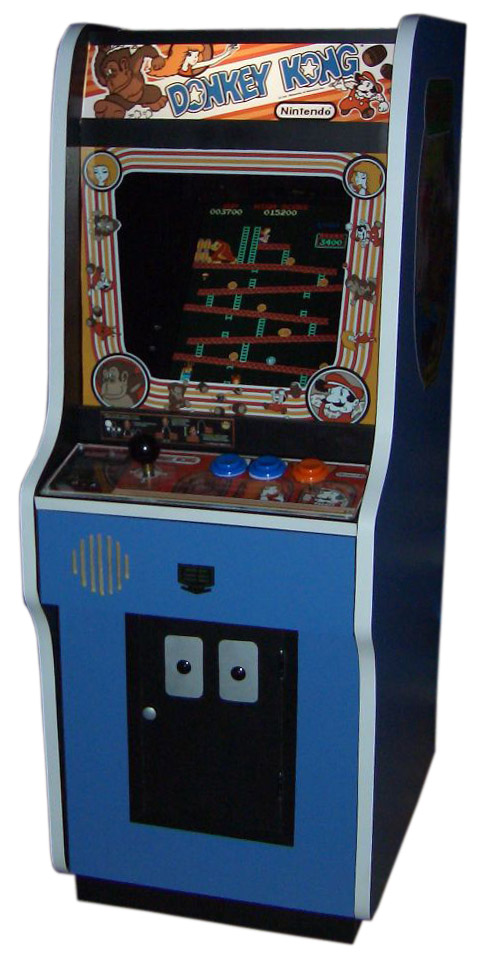
Máquina do Donkey Kong

A Sega produziu depois jogos de arma semelhante aos jogos de tiro em primeira pessoa (FPS), mas eram jogos eletromecânicos que usavam a projeção de imagem traseira em uma maneira semelhante ao zootropo antigo para produzir animações móveis em uma tela. O primeiro foi o jogo de arma leve Duck Hunt que a Sega lançou em 1969. ele apresentava alvos móveis animados em uma tela, imprimia a pontuação do jogador em um tíquete e o volume dos efeitos sonoros era controlável. No mesmo ano, Sega lançou um jogo de corrida eletromecânico chamado de Grand Prix, que possuía uma visão em primeira pessoa, sons eletrônicos, um painel com um volante de corrida, um acelerador, e uma pista que se projetava em uma tela. Outro lançamento da Sega naquele ano foi o "Missile" um simulador de tiro e de veículos de combate que apresentou sons eletrônicos e uma tira de filme móvel para representar os alvos em uma tela de projeção. Também foi o primeiro arcade conhecido que apresentava um joystick com um botão de tiro, que era usado como parte de um esquema de controle duplo, onde dois botões direcionais são usados para mover o tanque do jogador, e um joystick que se move em duas direções era usado para atirar e direcionar o míssil em aviões que eram exibidos na tela; quando um avião é atingido, um explosão é animada na tela juntamente com um som de explosão. Em 1970, o jogo foi lançado na América do Norte como S.A.M.I pela Midway Games No mesmo ano Sega lançou Jet Rocket, um simulador de combate aéreo que apresentava os controles de uma cabine que possibilitava ao jogador, mover a aeronave ao longo da paisagem exibida na tela e atirar misseis em alvos que explodiam quando atingidos.
Em setembro de 1971, foi lançado a primeira máquina operada com moeda, instalado na Universidade de Stanford.

Ao longo da década de 1970, os arcades eletromecânicos foram sendo gradativamente substituídos por jogos de video eletrônicos, seguindo o lançamento de Pong em 1972 Sega lançou um jogo eletromecânico chamado Killer Shark, um jogo de arma leve em primeira pessoa conhecido por aparecer no filme de 1975 tubarão. Em 1974, a Nintendo lançou Wild Gunman, um jogo de arma leve que usava uma projeção de vídeo de movimento completa através de um filme de 16mm para exibir oponentes cowboys em live-action na tela. Um dos últimos jogos eletromecânicos de sucesso foi o F-1, um jogo de corrida desenvolvido pela Namco e distribuída pela Atari em 1976. O jogo foi mostrado em filmes como Dawn of the Dead (1978) e Midnight Madness (1980). O jogo de vídeo Space Invaders, entretanto, infligiu um golpe ainda mais forte na popularidade de jogos eletromecânicos.

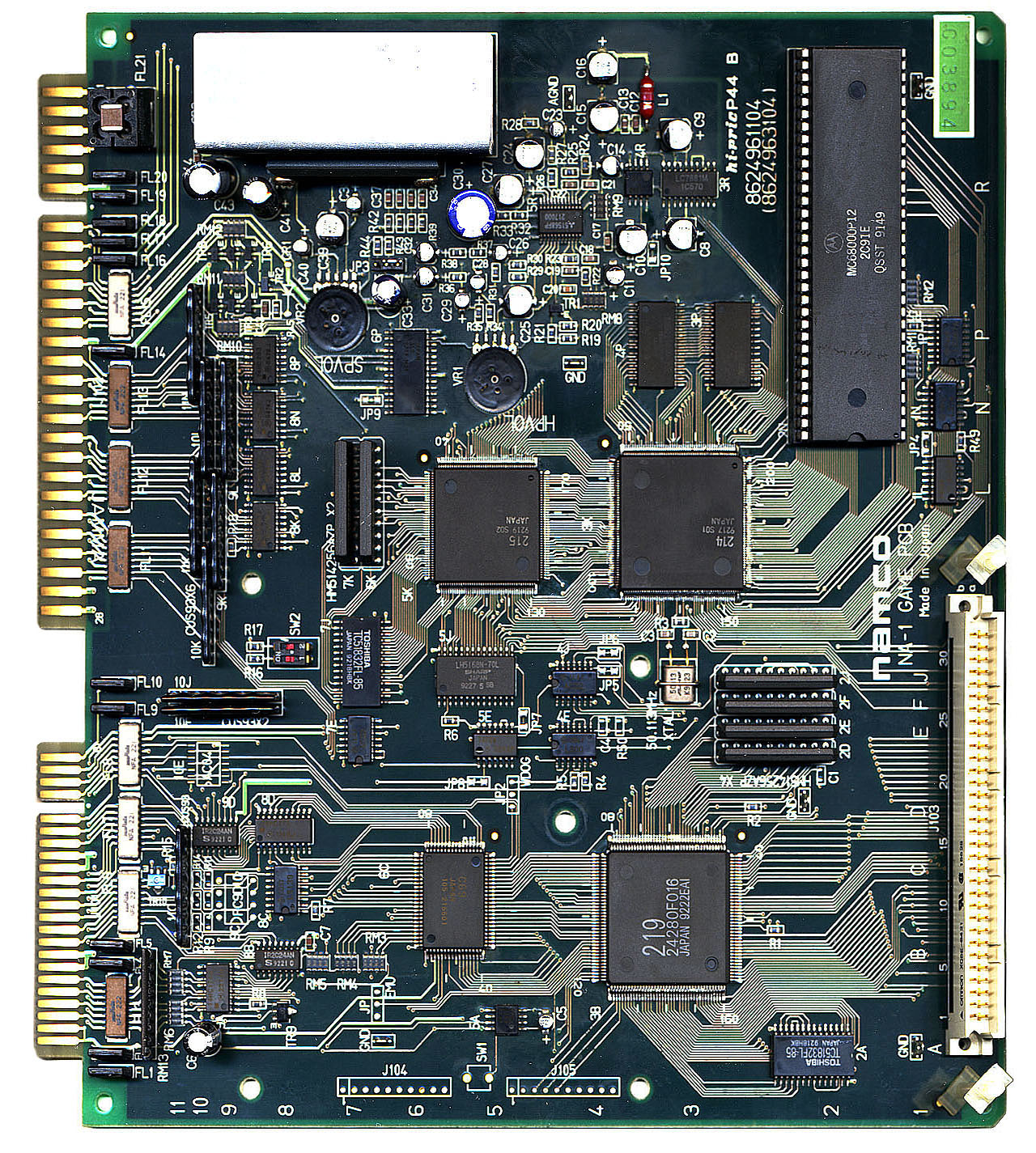
Placa de arcade da Namco modelo NAMCO NA-1 01A

### Jogos de vídeo arcade
Em 1971 estudantes da Universidade de Stanford montaram o Galaxy Game, uma versão operada por moeda do jogo Spacewar. Esta é uma das primeiras instâncias conhecidas de um jogo de vídeo operado por moedas. Mais tarde no mesmo ano, Nolan Bushnell criou o primeiro jogo fabricado em massa, Computer Space, para a Nutting Associates.
Em 1972, Atari foi criada por Nolan Bushnell e Ted Dabney.

## Emulação
Existem muitos emuladores para rodar jogos de arcade (fliperama) no PC, os mais conhecidos sendo Final Burn, MAME (Multiple Arcade Machine Emulator) e Winkawaks. Alguns desses emuladores possuem opções para melhorar o jogo tanto na parte gráfica quanto sonora, e ainda disponibilizam opções de jogos on-line.